# Aérospatiale Corvette
Pour les articles homonymes, voir Corvette.
Dimensions
Le biréacteur léger Aerospatiale SN-601 Corvette est un appareil de transport utilitaire léger construit à 40 exemplaires. C'est la seule tentative de l'avionneur national français dans le domaine très concurrentiel des jets d'affaires.

## Développement
La Société Nationale Industrielle Aérospatiale (SNIAS), qui deviendra rapidement aerospatiale, fut créée en 1970 par fusion de Sud-Aviation, de Nord-Aviation et de la SEREB, spécialisée dans la construction de missiles et engins balistiques. 
La première réalisation d’aerospatiale fut un petit biréacteur d'affaires dont la conception remontait à la fin des années 1960, le SN-600 Diplomate. Il est présenté sous forme de maquette au salon aéronautique de Hanovre de 1968.
Le prototype F-WRSN a fait son premier vol le 16 juillet 1970 depuis l'aérodrome de Melun-Villaroche. C’était un classique monoplan à aile basse cantilever de construction entièrement métallique. La voilure, en flèche, comportait des volets à double fente à structure nid d'abeilles, des aérofreins hydrauliques d’intrados et d’extrados et un dégivrage pneumatique. Le fuselage de section circulaire recevait à l’arrière les nacelles des réacteurs et un empennage en flèche en métal léger, les plans horizontaux étant surélevés pour ne pas être en contact avec le flux des réacteurs. L’incidence du plan fixe horizontal était réglable électriquement. L’ensemble reposait sur un train d'atterrissage tricycle escamotable équipé de pneus basse pression. La cabine, à laquelle on accédait par une porte à l’avant gauche du fuselage, avec escalier intégré, était pressurisée et climatisée, l’appareil devant être utilisable en cargo léger (10 m3 utiles), avion de transport de passagers pour 6 à 14 passagers, ou sanitaire (3 civières et 2 passagers assis). Le poste de pilotage était biplace, équipé pour le vol de nuit. 
Il décolle sur 1 400 m avec une Masse maximale au décollage de 6 600 kg et atterrit sur 800 m.
Équipé de 2 réacteurs double flux Pratt & Whitney JT15D-1 de 998 kgp, le prototype s’écrasa le 23 mars 1971 lors d'essais à haute incidence avec train et volets sortis après 270 heures de vol à Istres causant la mort des trois membres d'équipage.

## SN-601 Corvette

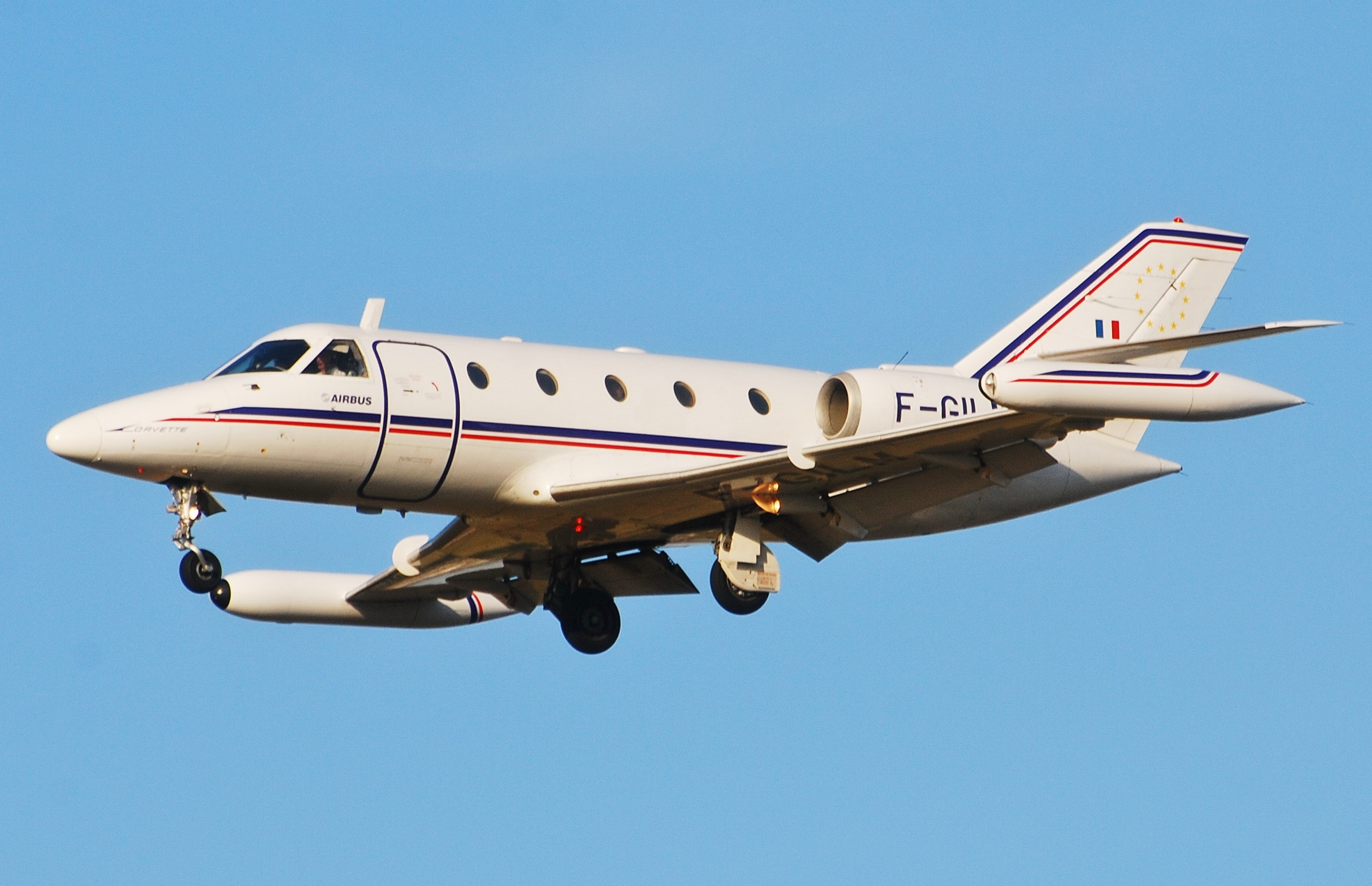
Corvette utilisé par l'entreprise Airbus atterrissant sur l'aéroport de Toulouse le 9 juillet 2009.

Les essais reprirent le 20 décembre 1972 avec le premier vol du SN-601 Corvette 100 (F-WUAS), appareil dont le fuselage était légèrement allongé et partiellement redessiné. Les réacteurs étaient remplacés par des JT15D-4 de 1 110 kgp et les bidons de bouts d’aile légèrement agrandis. Il fut suivi de deux appareils de présérie qui volèrent les 7 mars 1973 (F-BRNZ) et 12 janvier 1974 (F-BUQN). La certification française fut accordée le 28 mai suivant.
Retardées par des grèves chez UACL (Pratt & Whitney Canada), les premières livraisons eurent lieu le 10 et 16 septembre 1974. Un modèle SN-602 Corvette 200 à réacteurs de 1 230 kgp et fuselage allongé de 2,08 m (18 passagers) fut envisagé, mais aucun exemplaire ne fut construit : alors qu’Aérospatiale espérait livrer 20 appareils en 1974 puis 6 avions par mois à partir de 1975, 36 exemplaires de série seulement furent construits en 6 ans. Les principaux clients furent les compagnies aériennes régionales françaises Air Alpes (qui reçut le premier exemplaire le 10 septembre 1974) et Air Alsace, Air France reçoit le second exemplaire le 16 septembre et l'exploite sur la ligne Lyon-Bruxelles. 
Hors d’Europe, la Corvette ne connut guère de succès dans un marché excessivement concurrentiel qui a été largement sous-estimé par la direction qui prévoyait 400 ventes au niveau mondial, en plus de 60 initialement attendus des forces armées françaises. La production cessa donc en 1978 après la sortie de 40 appareils, machines de développement comprises. Il est considéré comme le troisième avion d'affaires le plus cher après le Cessna Citation 500 et le Learjet 24, 
Fin 1988, 32 exemplaires restent en service. Airbus en employa 5 entre 1981 et 1989. En 1991, seuls deux sont enregistrés pour un service commercial et aucun depuis
La Cour des comptes française a révélé que le programme Corvette représentait 66% des déficits budgétaires d'aerospatiale de 1972 à 1975.  Totalisant une perte d'environ 190 millions de dollars américains, elle est supérieure à celle du programme du supersonique Concorde à cette période.
L'accident le plus grave a lieu lorsque la Corvette n° 21 effectuant le vol 4133 de la compagnie danoise Sterling Airways s'écrase en mer a un km de l'aéroport de Nice le 3 septembre 1979. Les deux pilotes et huit passagers à bord périssent.

## Survivants
Au 8 juillet 2023, le LAAS recense 13 Corvette en état de vol, y compris certains exemplaires de musée. Aucun n'étant en vol 9 juillet 2023.

La Corvette no 32 immatriculée F-GILM que l'on voit sur l'infobox a fait son dernier vol le 10 novembre 2009 (Toulouse-Meaulte via Le Bourget). Elle s'est posée définitivement à Meaulte (Somme) dans l'usine construite en 1924 par Henry Potez, et maintenant Stelia Aerospace, filiale de EADS. C'est dans cette usine qu'ont été réalisées les ailes et les portes passagers des avions Corvette.

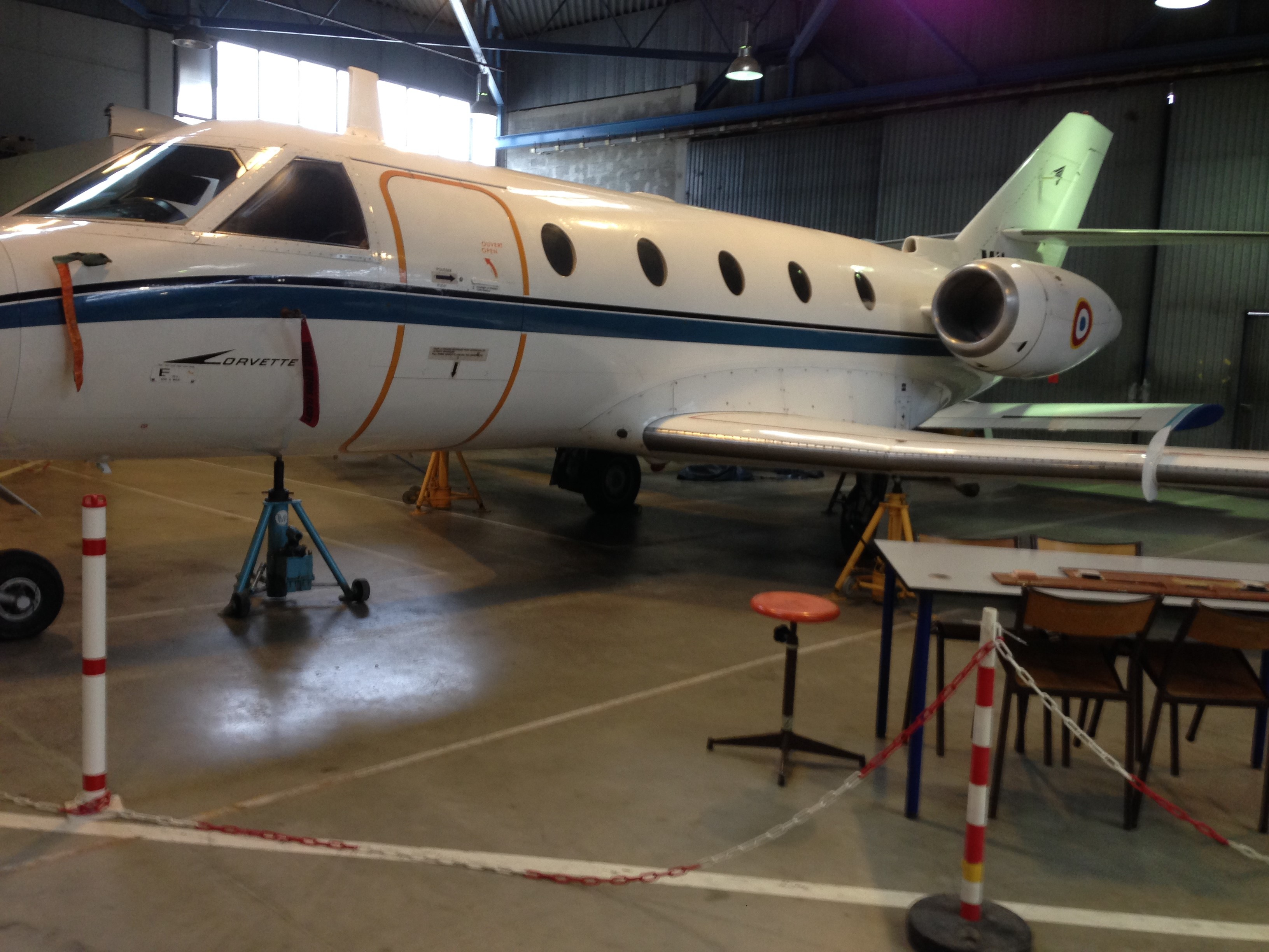
Corvette immatriculée F-ZVMW n°2 au lycée Pierre Mendés France de Vitrolles

Le 17 octobre 2009, une Corvette est venue enrichir la collection du Musée de l'Air et de l'Espace du Bourget. Il s'agit de l'appareil Aérospatiale SN-601 Corvette 100 immatriculé F-GJAP (no 31) qui est arrivé en vol depuis Toulouse-Blagnac pour intégrer le musée (les moteurs ont été démontés et récupérés par Airbus).
En 2009, deux Corvette de la flotte, ainsi que le hangar les hébergeant, ont été donnés au Lycée Airbus de Toulouse pour la formation de ses élèves (dont celle immatriculée F-GLEC no 30). Ces deux appareils faisaient en fait partie d'une flotte de 5 Corvette exploitées par Aérospatiale, devenue Airbus pour des transports entre sites (passagers et pièces urgentes) de 1981 à 2009.
La Corvette no 28 immatriculée F-GPLA a été exploitée par la société Aero Vision. Cette société a été liquidée le 31 mai 2018, la Corvette mise aux enchères le 24 juillet et achetée par l'institut Emmanuel d'Alzon de Nîmes pour la formation Technicien Supérieur Aéronautique. Sa particularité est l'adjonction de deux périscopes sous le fuselage pour la prise de vue aérienne, un pour la photo et un pour la vidéo. En plus d'une exploitation « classique » en transport public, F-GPLA participe ainsi à tous les vols photos Airbus (comme les premiers vols A380, A350 XWB et Airbus A400M Atlas) ou à des longs métrages (Les Chevaliers du ciel, Demain ne meurt jamais).
Une Corvette (immatriculée F-GFDH No 13) a été offerte au lycée Aristide-Briand de Saint-Nazaire pour la section technicien supérieur aéronautique.
Une autre Corvette immatriculée F-ZVMW no 2 a été donné au lycée Pierre Mendes France de Vitrolles (Bouches-du-Rhône) pour la section bac pro aéronautique.